# Danh sách tiểu bang Hoa Kỳ theo dân số
Đây là một danh sách tiểu bang Hoa Kỳ theo dân số (cùng các lãnh thổ khác có cư dân) vào ngày 1 tháng 4 năm 2010, tức ngày diễn ra cuộc Điều tra Dân số Hoa Kỳ 2010. Chín tiểu bang đông dân nhất chiếm hơn một nửa tổng dân số của toàn Liên bang. 25 tiểu bang ít cư dân nhất chỉ chiếm dưới một phần sáu tổng dân số toàn Liên bang. Dân số tiểu bang đông dân nhất là California đông hơn tổng dân số của 21 bang ít dân nhất.

Dân số các tiểu bang năm 2013

Tổng điều tra Dân số Hoa Kỳ thống kê hầu hết những người sinh sống tại Hoa Kỳ bao gồm công dân, thường trú nhân phi công dân, và du khách dài hạn phi công dân. Thường dân và các nhân viên quân sự liên bang phục vụ ở ngoại quốc cùng những người phụ thuộc họ được tính vào bang quê nhà của họ.
| Hạng trong 50 tiểu bang, 2012 | Hạng trong toàn bộ tiểu bang & lãnh thổ, 2010 | Tiểu bang hoặc lãnh thổ  | Ước tính dân số 1 tháng 7 năm 2012 | Điều tra dân số, 1 tháng 4 năm 2010                          | Điều tra dân số, 1 tháng 4 năm 2000 | Số ghế trong Hạ viện, 2013–2023 | Số đại cử tri 2012– 2020 | Tỷ lệ so với tổng dân số LB 2010 |
| ----------------------------- | --------------------------------------------- | ------------------------ | ---------------------------------- | ------------------------------------------------------------ | ----------------------------------- | ------------------------------- | ------------------------ | -------------------------------- |
| 1                             | 1                                             | California               | 38.041.430                         | 37.253.956                                                   | 33.871.648                          | 53                              | 55                       | 11,91%                           |
| 2                             | 2                                             | Texas                    | 26.059.203                         | 25.145.561                                                   | 20.851.820                          | 36                              | 38                       | 8,04%                            |
| 3                             | 3                                             | New York                 | 19.570.261                         | 19.378.102                                                   | 18.976.457                          | 27                              | 29                       | 6,19%                            |
| 4                             | 4                                             | Florida                  | 19.317.568                         | 18.801.310                                                   | 15.982.378                          | 27                              | 29                       | 6,01%                            |
| 5                             | 5                                             | Illinois                 | 12.875.255                         | 12.830.632                                                   | 12.419.293                          | 18                              | 20                       | 4,10%                            |
| 6                             | 6                                             | Pennsylvania             | 12.763.536                         | 12.702.379                                                   | 12.281.054                          | 18                              | 20                       | 4,06%                            |
| 7                             | 7                                             | Ohio                     | 11.544.225                         | 11.536.504                                                   | 11.353.140                          | 16                              | 18                       | 3,69%                            |
| 8                             | 8                                             | Georgia                  | 9.919.945                          | 9.687.653                                                    | 8.186.453                           | 14                              | 16                       | 3,10%                            |
| 9                             | 9                                             | Michigan                 | 9.883.360                          | 9.883.640                                                    | 9.938.444                           | 14                              | 16                       | 3,16%                            |
| 10                            | 10                                            | North Carolina           | 9.752.073                          | 9.535.483                                                    | 8.049.313                           | 13                              | 15                       | 3,05%                            |
| 11                            | 11                                            | New Jersey               | 8.864.590                          | 8.791.894                                                    | 8.414.350                           | 12                              | 14                       | 2,81%                            |
| 12                            | 12                                            | Virginia                 | 8.185.867                          | 8.001.024                                                    | 7.078.515                           | 11                              | 13                       | 2,56%                            |
| 13                            | 13                                            | Washington               | 6.897.012                          | 6.724.540                                                    | 5.894.121                           | 10                              | 12                       | 2,15%                            |
| 14                            | 14                                            | Massachusetts            | 6.646.144                          | 6.547.629                                                    | 6.349.097                           | 9                               | 11                       | 2,09%                            |
| 15                            | 15                                            | Arizona                  | 6.553.255                          | 6.392.017                                                    | 5.130.632                           | 9                               | 11                       | 2,04%                            |
| 16                            | 16                                            | Indiana                  | 6.537.334                          | 6.483.802                                                    | 6.080.485                           | 9                               | 11                       | 2,07%                            |
| 17                            | 17                                            | Tennessee                | 6.456.243                          | 6.346.105                                                    | 5.689.283                           | 9                               | 11                       | 2,03%                            |
| 18                            | 18                                            | Missouri                 | 6.021.988                          | 5.988.927                                                    | 5.595.211                           | 8                               | 10                       | 1,91%                            |
| 19                            | 19                                            | Maryland                 | 5.884.563                          | 5.773.552                                                    | 5.296.486                           | 8                               | 10                       | 1,85%                            |
| 20                            | 20                                            | Wisconsin                | 5.726.398                          | 5.686.986                                                    | 5.363.675                           | 8                               | 10                       | 1,82%                            |
| 21                            | 21                                            | Minnesota                | 5.379.139                          | 5.303.925                                                    | 4.919.479                           | 8                               | 10                       | 1,70%                            |
| 22                            | 22                                            | Colorado                 | 5.187.582                          | 5.029.196                                                    | 4.301.261                           | 7                               | 9                        | 1,61%                            |
| 23                            | 23                                            | Alabama                  | 4.822.023                          | 4.779.736                                                    | 4.447.100                           | 7                               | 9                        | 1,53%                            |
| 24                            | 24                                            | South Carolina           | 4.723.723                          | 4.625.364                                                    | 4.012.012                           | 7                               | 9                        | 1,48%                            |
| 25                            | 25                                            | Louisiana                | 4.601.893                          | 4.533.372                                                    | 4.468.976                           | 6                               | 8                        | 1,45%                            |
| 26                            | 26                                            | Kentucky                 | 4.380.415                          | 4.339.367                                                    | 4.041.769                           | 6                               | 8                        | 1,39%                            |
| 27                            | 27                                            | Oregon                   | 3.899.353                          | 3.831.074                                                    | 3.421.399                           | 5                               | 7                        | 1,22%                            |
| 28                            | 28                                            | Oklahoma                 | 3.814.820                          | 3.751.351                                                    | 3.450.654                           | 5                               | 7                        | 1,20%                            |
| —                             | 29                                            | Puerto Rico              | 3.667.084                          | 3.725.789                                                    | 3.808.610                           | [ 3 ]                           | 0                        | 1,19%                            |
| 29                            | 30                                            | Connecticut              | 3.590.347                          | 3.574.097                                                    | 3.405.565                           | 5                               | 7                        | 1,14%                            |
| 30                            | 31                                            | Iowa                     | 3.074.186                          | 3.046.355                                                    | 2.926.324                           | 4                               | 6                        | 0,97%                            |
| 31                            | 32                                            | Mississippi              | 2.984.926                          | 2.967.297                                                    | 2.844.658                           | 4                               | 6                        | 0,95%                            |
| 32                            | 33                                            | Arkansas                 | 2.949.131                          | 2.915.918                                                    | 2.673.400                           | 4                               | 6                        | 0,93%                            |
| 33                            | 34                                            | Kansas                   | 2.885.905                          | 2.853.118                                                    | 2.688.418                           | 4                               | 6                        | 0,91%                            |
| 34                            | 35                                            | Utah                     | 2.855.287                          | 2.763.885                                                    | 2.233.169                           | 4                               | 6                        | 0,88%                            |
| 35                            | 36                                            | Nevada                   | 2.758.931                          | 2.700.551                                                    | 1.998.257                           | 4                               | 6                        | 0,86%                            |
| 36                            | 37                                            | New Mexico               | 2.085.538                          | 2.059.179                                                    | 1.819.046                           | 3                               | 5                        | 0,66%                            |
| 37                            | 38                                            | Nebraska                 | 1.855.525                          | 1.826.341                                                    | 1.711.263                           | 3                               | 5                        | 0,58%                            |
| 38                            | 39                                            | West Virginia            | 1.855.413                          | 1.852.994                                                    | 1.808.344                           | 3                               | 5                        | 0,59%                            |
| 39                            | 40                                            | Idaho                    | 1.595.728                          | 1.567.582                                                    | 1.293.953                           | 2                               | 4                        | 0,51%                            |
| 40                            | 41                                            | Hawaii                   | 1.392.313                          | 1.360.301                                                    | 1.211.537                           | 2                               | 4                        | 0,43%                            |
| 41                            | 42                                            | Maine                    | 1.329.192                          | 1.328.361                                                    | 1.274.923                           | 2                               | 4                        | 0,42%                            |
| 42                            | 43                                            | New Hampshire            | 1.320.718                          | 1.316.470                                                    | 1.235.786                           | 2                               | 4                        | 0,42%                            |
| 43                            | 44                                            | Rhode Island             | 1.050.292                          | 1.052.567                                                    | 1.048.319                           | 2                               | 4                        | 0,34%                            |
| 44                            | 45                                            | Montana                  | 1.005.141                          | 989.415                                                      | 902.195                             | 1                               | 3                        | 0,32%                            |
| 45                            | 46                                            | Delaware                 | 917.092                            | 897.934                                                      | 783.600                             | 1                               | 3                        | 0,29%                            |
| 46                            | 47                                            | South Dakota             | 833.354                            | 814.180                                                      | 754.844                             | 1                               | 3                        | 0,26%                            |
| 47                            | 48                                            | Alaska                   | 731.449                            | 710.231                                                      | 626.932                             | 1                               | 3                        | 0,23%                            |
| 48                            | 49                                            | North Dakota             | 699.628                            | 672.591                                                      | 642.200                             | 1                               | 3                        | 0,21%                            |
| —                             | 50                                            | District of Columbia     | 632.323                            | 601.723                                                      | 572.059                             | [ 3 ]                           | 3                        | 0,19%                            |
| 49                            | 51                                            | Vermont                  | 626.011                            | 625.741                                                      | 608.827                             | 1                               | 3                        | 0,20%                            |
| 50                            | 52                                            | Wyoming                  | 576.412                            | 563.626                                                      | 493.782                             | 1                               | 3                        | 0,18%                            |
| —                             | 53                                            | Guam                     | —                                  | 159.358 Lưu trữ ngày 24 tháng 9 năm 2011 tại Wayback Machine | 154.805                             | [ 3 ]                           | 0                        | 0,06%                            |
| —                             | 54                                            | Quần đảo Virgin thuộc Mỹ | —                                  | 106.405 Lưu trữ ngày 1 tháng 11 năm 2012 tại Wayback Machine | 108.612                             | [ 3 ]                           | 0                        | 0,04%                            |
| —                             | 55                                            | Samoa thuộc Mỹ           | —                                  | 55.519 Lưu trữ ngày 23 tháng 7 năm 2012 tại Wayback Machine  | 57.291                              | [ 3 ]                           | 0                        | 0,02%                            |
| —                             | 56                                            | Quần đảo Bắc Mariana     | —                                  | 53.883 Lưu trữ ngày 23 tháng 12 năm 2010 tại Wayback Machine | 69.221                              | [ 3 ]                           | 0                        | 0,02%                            |
| —                             | —                                             | 50 tiểu bang             | 313.281.717                        | 308.143.815                                                  | 280.849.847                         | 435                             | 535                      | 98,48%                           |
| —                             | —                                             | 50 tiểu bang + D.C.      | 313.914.040                        | 308.745.538                                                  | 281.421.906                         | 435                             | 538                      | 98,67%                           |
| —                             | —                                             | Toàn lãnh thổ Hoa Kỳ     | —                                  | 312.913.872                                                  | 285.620.445                         | 435                             | 538                      | 100,00%                          |

- Wake Island có khoảng 150 người ở (2009), chủ yếu có liên hệ với các hoạt động của Không quân Hoa Kỳ, không ai trong số họ được xem là thường trú nhân.[4] Toàn bộ các khu vực đảo khác thuộc chủ quyền của Hoa Kỳ đều không có người ở.